# European Network of Information Centres
L'European Network of Information Centres è un network costituito dai centri di informazione propri di ogni stato che fa parte della Convenzione Culturale (1954). È stato fondato per iniziativa congiunta dell'UNESCO e del Consiglio d'Europa.
In Italia vi è il CIMEA (Centro di Informazione sulla Mobilità e le Equivalenze Accademiche) istituito nel 1984 e operante con il Ministero dell'istruzione dal 1986. Il network è stato istituito nel 1994 per sviluppare in Europa una politica del riconoscimento delle qualifiche comune. Con la Convenzione di Lisbona (1997) assume un ruolo chiave in Europa nel raccogliere le informazioni dai diversi centri nazionali. Ogni centro è istituito indipendentemente da ogni nazione che ne può avere anche più di uno. Generalmente danno informazioni su:
- Il riconoscimento delle qualifiche estere di qualsiasi tipo
- I sistemi educativi locali e i sistemi educativi esteri
- opportunità di studiare all'estero e.s. questioni finanziarie, equivalenze, etc.